# 신경내분비학
신경내분비학(神經內分泌學, 영어: neuroendocrinology)은 신경계와 내분비계 사이의 상호작용을 연구하는 생물학(특히 생리학)의 한 분야이다. 즉, 뇌가 신체의 호르몬 활성을 어떻게 조절하는지에 대해 연구한다. 신경계와 내분비계는 보통 신경내분비 통합이라는 과정을 통해 함께 작용하여 인체의 생리학적 과정을 조절한다. 신경내분비학은 뇌, 특히 시상하부가 뇌하수체 호르몬의 분비를 제어한다는 인식에서 시작되었으며, 이후 내분비계와 신경계의 수많은 상호 연결을 연구하는 분야로 확장되었다.
내분비계는 신체 전반에 걸쳐 있는 수많은 샘으로 구성되어 있으며, 펩타이드, 스테로이드, 신경아민을 포함한 다양한 화학 구조의 호르몬을 생성하고 분비한다. 호르몬은 전체적으로 다양한 생리적 과정을 조절한다. 신경내분비계는 시상하부가 항상성을 유지하고, 생식, 물질대사, 먹고 마시는 행동, 에너지 활용, 삼투압 및 혈압을 조절하는 메커니즘이다.

## 같이 보기
- 행동내분비학
- 분자신경과학
- 신경화학
- 신경내분비 세포
- 신경내분비 종양
- 신경약리학
- 신경과학
- 장-뇌 축